# Снежный ком

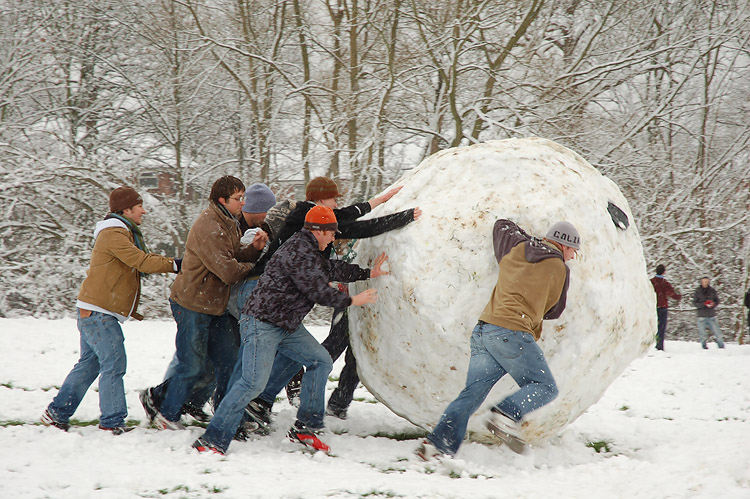
Гигантский снежный ком

Снежный ком — слепленный или скатанный в округлую форму плотный снег.

## Игры

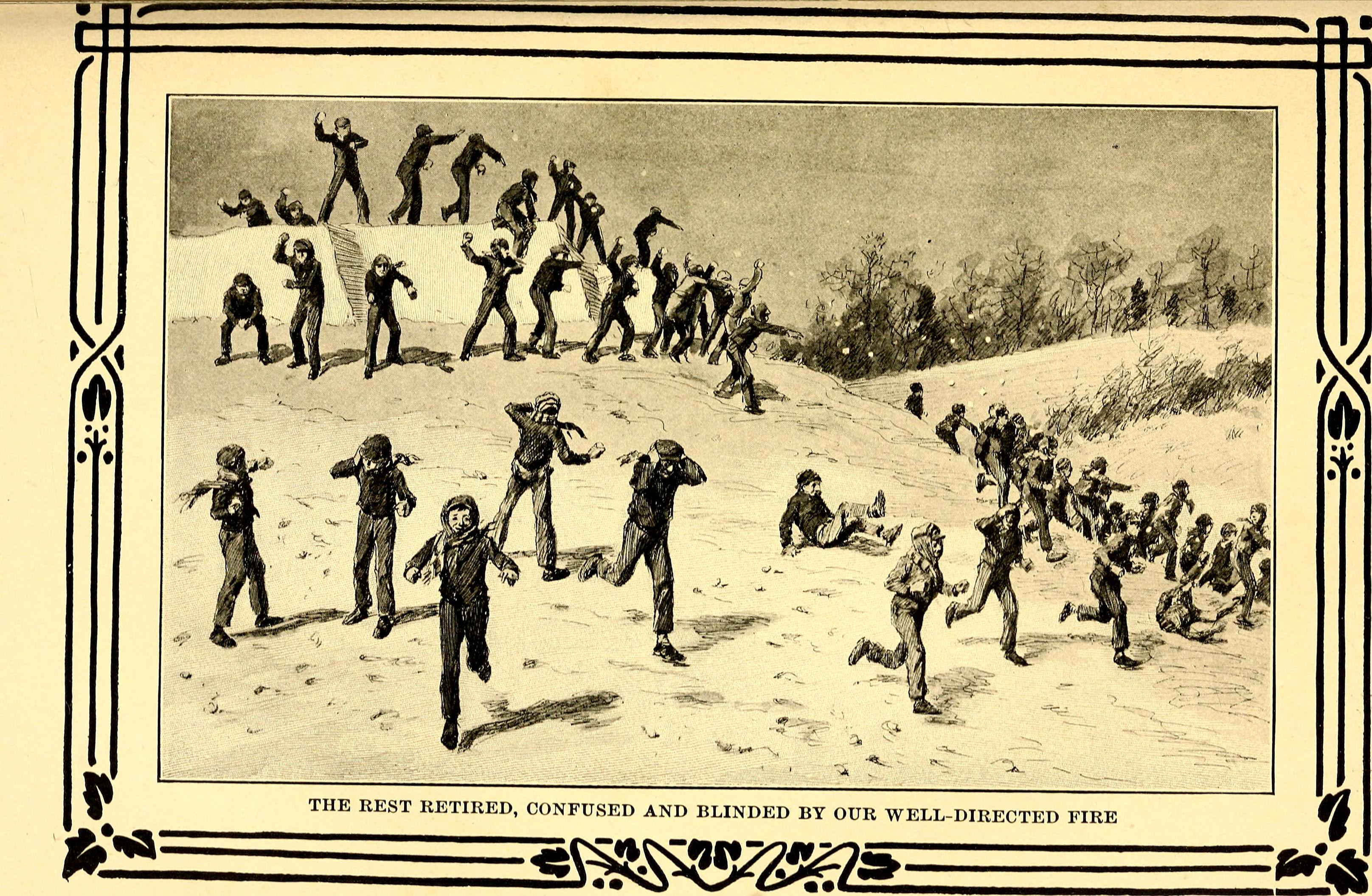
Игра в снежки

Снежные комья в основном используются для детских игр. Небольшие снежные комья, снежки, используются для игры в снежки.
В СССР скатывание снежных комьев было популярной детской игрой; победителем становился тот, у кого ком получался большего размера, похожие игры были популярны и в других снежных странах.
Скатанные комья снега используются для постройки снежных крепостей.
Традиционная конструкция снеговика включает несколько поставленных друг на друга снежных комьев с постепенно уменьшающимся диаметром.

## Метафора
Снежный ком — метафора, обычно характеризующая взрывной рост какого-либо явления, типично с негативным оттенком («количество проблемных банков растет как снежный ком»). В социологии эффектом снежного кома называют экспоненциальный рост числа адептов какой-либо идеи, когда у только что вовлечённых в систему участников имеется стимул для вовлечения новых участников (по этому принципу работают финансовые пирамиды).
При изучении лексики иностранного языка используется методика «снежный ком», когда каждый студент должен повторить часть фразы, сказанную предыдущим, добавив к ней своё слово.
Другой смысл выражения «как снежный ком» связан с возрастающей скоростью неконтролируемого движения снежного кома по склону: «не разбирая дороги, сметая всё на своём пути». И. В. Шубарчик указывает также на значение «запутанно, сложно».

## Естественное формирование
Снежные комья практически всегда — плод человеческих усилий. Однако, в определённых, крайне редко встречающихся, условиях  могут образовываться в природе как комья (при падении зачатков комьев с деревьев на крутой склон), так и «снежные рулоны»). Одно из наблюдений описано А. М. Дорофеевым: в 1998 году во время экспедиции на озёра в Витебской области он наблюдал самозарождение снежных комьев. Большие снежные хлопья падающего снега под воздействием сильных турбулентных потоков воздуха у поверхности льда образовывали комочки, которые под воздействием ветра начинали катиться по покрытому снегом льду, постепенно набирая размер и замедляясь. На момент остановки снежный ком достигал 15-25 сантиметров в диаметре, пройденный путь составлял до 15 метров. По окончании процесса поверхность озера оказалась покрытой снежными окатышами.